# Navegació interior
La navegació interior, en contraposició amb la navegació que es realitza en els mars i oceans, es desenvolupa en les cursos d'aigues interiors dels continents, ja siguin naturals, com és el cas de rius i llacs, o artificials, com els canals navegables; o la navegació que es porta a terme en una via natural (canals) que es forma per la distribució de les diferents illes en els arxipèlags o altres formacions geogràfiques en l'aigua.

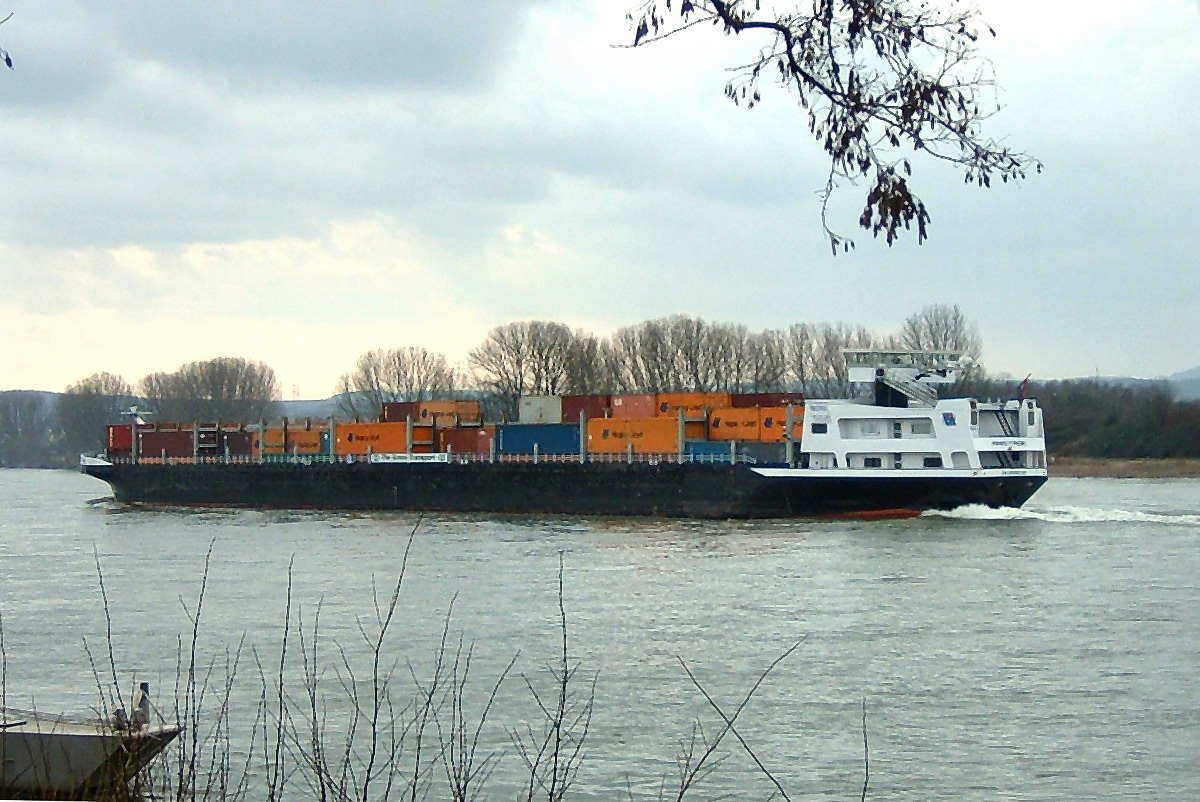
Portacontenidors de navegació interior

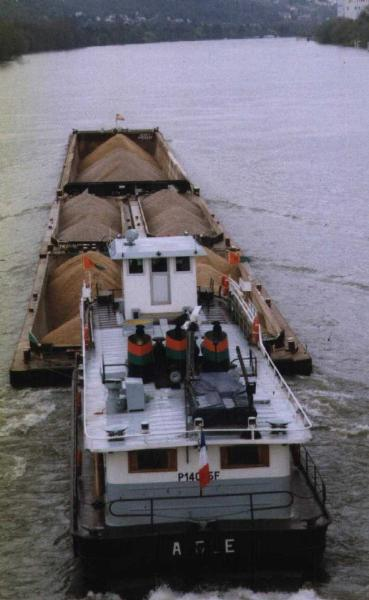
Conjunt de barques empeses

És el mitjà de transport més econòmic, si es té en compte el cost per tona-quilòmetre transportat. Per transportar una tona/km es consumeixen: barcassa, 3,74 litres de gasoil; tren, 8,26 litres i camió, 32,25 litres.

## La navegació interior a Europa
A Europa hi sistemes complexos de navegació interior, és possible navegar des del Mar del Nord fins a la mar Negra, usant vies navegables interiors compostes per exemple pel Rin i Danubi entrelligats mitjançant canals navegables artificials.
Xarxes de vies navegables a Europa
- França: 8.501 km
- Alemanya: 7.339 km
- Països Baixos: 5.046 km
- Bèlgica: 1.540 km
- Àustria: 351 km
- Luxemburg: 37 km

## La navegació interior a Amèrica del Sud
A Amèrica del Sud estan projectats importants sistemes de navegació interior, per exemple: la «Hidrovia» en la conca del Paraná - Uruguay que arriba al riu Paraguay passant per la ciutat d'Asunción i continua fins Porto Cáceres al Brasil. L'extensió total de la Hidrovia és de 3.442 km, i permet la interconnexió entre l'Argentina, Bolívia, Brasil, Paraguai i Uruguai.